# Lũ lụt Sudan 2020
Trong trận lũ lụt ở Sudan năm 2020, những trận mưa lớn và liên tục đến đầu tháng 9 năm 2020, dẫn đến một trận lụt kinh hoàng ở ít nhất 16 bang của Sudan. Trận lụt đã ảnh hưởng đến hơn 500.000 người, phá hủy hơn 100.000 ngôi nhà và khiến ít nhất 102 người thiệt mạng.

## Lũ lụt
Mực nước sông Nile ở Sudan dâng cao và đạt mức kỷ lục khi lũ tràn vào nhà dân và phá hủy khoảng 60.000 ngôi nhà, đồng thời khiến hàng chục người thiệt mạng. Mực nước sông Nile xanh đạt hơn 17 mét, phá vỡ mọi kỷ lục. Và lũ lụt do mưa gió mùa rơi xối xả xuống hầu hết ở các khu vực bên ngoài quốc gia này, tại nước láng giềng Ethiopia, mực nước sông Nile lên đến 17,5 mét (57 ft) vào cuối tháng 8, mức cao nhất mà nó đã đạt được trong gần một thế kỷ, theo Bộ Thủy lợi Sudan. Lần đầu tiên trong lịch sử, các Kim tự tháp Meroë bị đe dọa bởi lũ lụt.
Tỷ lệ lũ lụt và mưa vượt quá kỷ lục được thiết lập vào năm 1946 và 1988. Một số chuyên gia, chẳng hạn như International Rivers, đã dự đoán biến đổi khí hậu sẽ gây ra những đợt hạn hán và lũ lụt theo chu kỳ trong tương lai.

## Ứng phó
Chính phủ Sudan đã chỉ đạo và điều phối ứng phó khẩn cấp với lũ lụt. Lực lượng Đặc nhiệm Chống lũ lụt Quốc gia của Ủy ban Hỗ trợ Nhân đạo đã bắt đầu làm việc và Thủ tướng Abdalla Hamdok xác nhận rằng "mực nước sông Nile và các phụ lưu của nó trong năm nay, theo Bộ Thủy lợi và Tài nguyên nước, là chưa từng có kể từ năm 1912. " Ông cũng chỉ ra rằng trận lũ lụt năm nay đã gây ra những thiệt hại về người và tài sản vô cùng đau đớn.

### Trường hợp khẩn cấp
Hội đồng An ninh và Quốc phòng Sudan đã ban bố tình trạng khẩn cấp trên toàn quốc trong thời gian 3 tháng, quyết định đặt Sudan là một khu vực thiên tai, đồng thời thành lập một ủy ban tối cao để ngăn chặn và giải quyết hậu quả của lốc xoáy và lũ lụt, khiến khoảng 100 người thiệt mạng và hơn 100 nghìn ngôi nhà bị ngập lụt kể từ cuối tháng 7.
Nước lũ có thể đã tràn qua và làm ngập một địa điểm khảo cổ trong nước. Các đội ứng phó đã tạo các bức tường bằng những bao cát và đang bơm nước ra khỏi khu vực để tránh làm hư hại tàn tích của Al-Bajrawiya, trước đây là thành phố cổ của đế chế Meroitic hai nghìn năm tuổi và là Di sản Thế giới được UNESCO công nhận. Những trận lụt trước đây chưa bao giờ ảnh hưởng đến địa điểm này.
Lũ lụt đã ảnh hưởng đến hơn nửa triệu người và làm hư hại hơn 100.000 ngôi nhà ở ít nhất 16 bang trên khắp đất nước. Điều này khiến hàng nghìn người mất nhà cửa. Lều đã được dựng lên khắp nơi để đáp ứng chỗ ở cho những người buộc phải di dời từ thủ đô Khartoum của Sudan.
Các bệnh lây truyền qua đường nước đã gia tăng nhanh chóng sau trận lũ lụt. Sốt, tiêu chảy và nhiễm trùng dạ dày tràn lan do nước uống bẩn. Sudan vốn dĩ đã phải đối mặt với một cuộc khủng hoảng sức khỏe trước khi tình trạng khẩn cấp về lũ lụt xảy ra. Các hiệu thuốc liên tục thông báo tình trạng thiếu thuốc và nhiều bệnh viện thiếu trang thiết bị.
Liên Hợp Quốc đã tăng cường viện trợ lương thực cho đất nước này trong khi hàng trăm nghìn người Sudan buộc phải sống trong các trại tạm bợ trong cảnh tuyệt vọng. Tình hình càng trở nên trầm trọng hơn do cuộc khủng hoảng kinh tế và bế tắc chính trị của đất nước. Chính phủ đã ban bố tình trạng khẩn cấp công khai sau khi đồng tiền của họ liên tục rớt giá trong những tuần gần đây. Giá các loại thực phẩm thiết yếu như bánh mì và đường đã tăng giá hơn 50% trong vài tuần qua.
Tuần trước, Bộ trưởng Kinh tế Sudan Hiba Mohamed Ali cho biết chính phủ đã dành 6,15 triệu đô la để giúp đỡ các nạn nhân của lũ lụt. Hơn nữa, có chưa đến một nửa trong số 1,6 tỷ đô la cần thiết cho kế hoạch cứu trợ nhân đạo của đất nước đã được tài trợ cho đến nay.